# Вавеліксія
Вавеліксія — рід губок або подібних до губок організмів едіакарскої біоти. Скам'янілості знайдено на узбережжі Білого моря (Росія), а також на берегах р. Дністер (Україна) і в Австралії.

## Морфологія
Типова вавеліксія являла собою тіло, яке нагадувало огірок, один кінець якого прикріплювався до субстрату дископодібним органом. У верхній частині тіла знаходився отвір, ймовірно, ротовий. У V. velikanovi, рештки якої виявлено в докембрійських відкладеннях на Дністрі, ротовий отвір був обрамлений складками, які спочатку були інтерпретовані як щупальця, а сам організм — як поліп. V. vana, знайдені на Білому морі та в Австралії, менша в діаметрі, без складок у верхній частині, орган прикріплення багатокутний і куполоподібний.
Довжина тіла V. vana 35—86 мм, діаметр — 8—19 мм. Діаметр органу прикріплення — 7—15 мм.